# African Explosives Zambia
African Explosives Zambia produziert Sprengstoffe und Zubehör für Bergbau, Steinbrüche und Industrie in Sambia. Ihr Sitz in Sambia ist in Mufulira.
African Explosives Zambia gehört zur African Explosives Limited (AEL), die in Ghana, Mali, Tansania, Äthiopien, Sambia, Simbabwe und Botswana produziert. AEL wurde 1896 nach den Goldfunden am Witwatersrand gegründet und hat ihren Hauptsitz in Johannesburg in der Republik Südafrika. Bis 1999 hieß sie African Explosives and Chemicals Industries Limited (AECI).
African Explosives Zambia hatte 2015 einen Umsatz von 62 Mio. US-Dollar.